# Фримен-Гренвилл, Тереза, 13-я леди Кинлосс
Тереза Мэри Наджент Фриман-Гренвилл, 13-я леди Кинлосс (англ. Teresa Mary Nugent Freeman-Grenville, 13th Lady Kinloss; родилась 20 июля 1957 года) — шотландский пэр. Она является наследницей Эдварда Сеймура, виконта Бошана, старшего сына леди Кэтрин Грей (сестры леди Джейн Грей, ненадолго ставшей королевой Англии после смерти короля Эдуарда VI), и поэтому была предложена в качестве претендентки на английский трон.

## Биография
Родилась 20 июля 1957 года в городе Танга, Танзания. Старшая дочь Мэри Фриман-Гренвилл, 12-й леди Кинлосс (1922—2012), от брака с доктором Гревиллом Стюартом Паркером Фриманом, позже Фриман-Гренвиллом (? — 2005) . Она является праправнучкой Ричарда Плантагенета Темпл-Ньюджент-Бриджес-Чандос-Гренвилла, 3-го герцога Бекингема и Чандоса (1823—1889), который также был лордом Кинлоссом.
После его смерти некоторые из его титулов вымерли, а другие перешли к двоюродным братьям, и только лордство Кинлосс унаследовала его старшая дочь Мэри (1852—1944). Таким образом, ее правнучка, нынешняя леди Кинлосс, является старшей наследницей Эдварда Сеймура, виконта Бошана, единственного сына леди Кэтрин Грей, сестры леди Джейн Грей. В альтернативном порядке наследования престола Англии, основанном на завещании короля Генриха VIII Тюдора, леди Кинлосс наследует притязания своей матери (никогда не преследовавшиеся) на английскую корону.
Она получила образование в школе Святого Антония (Хедингтон, Оксфорд), затем в Йоркской художественной школе, где изучала моду. 30 сентября 2012 года она унаследовала титул леди Кинлосса после смерти своей матери, которая произошла менее чем через год после смерти её брата, Бевила Дэвида Стюарта Чандоса Фримана-Гренвилла, мастера Кинлосса (1953—2012).
Леди Кинлосс живет в North View House, Шериф-Хаттон, Норт-Йоркшир, и работает в National Milk Records с 1992 года. В книге «Кто есть кто» она рассказывает о своих занятиях собаками, разведением коз, прядением и ткачеством.
Предполагаемая наследница титула — младшая сестра леди Кинлосс, достопочтенная Эстер Джозефина Энн Хаворт (род. 1960), которая вышла замуж за Питера Хаворта в 1984 году и имеет трех сыновей.